# Jeanne Darville
Jeanne Darville (18 de agosto de 1923 - 9 de mayo de 1995) fue una actriz cinematográfica de nacionalidad danesa.

## Biografía
Nacida en Copenhague, Dinamarca, actuó en una treintena de películas entre 1939 y 1978 Fue conocida por su trabajo en la serie cinematográfica Min søsters børn, en la cual encarnaba a la madre de la que en la vida real era su verdadera hija, Pusle Helmuth.
Así mismo, fue actriz teatral, participando en obras representadas en teatros como el Frederiksberg Teater, el Riddersalen, el Betty Nansen Teatret, el Det ny Teater y el Teatro Real de Copenhague, así como en diferentes piezas del género revista.
Jeanne Darville falleció en Gentofte, Copenhague, en el año 1995.
Había estado casada con Jørgen Vilhelm Lunding-Petersen (entre 1943 y 1949), con William Rosenberg (casada en 1949), con el que tuvo dos hijos, y con Frits Helmuth (1961-1964), con el cual tuvo un hija, Pusle Helmuth.

## Filmografía (selección)
- 1939 : De tre, måske fire
- 1941 : Alle går rundt og forelsker sig
- 1941 : Tag til Rønneby Kro
- 1942 : Regnen holdt op
- 1942 : Afsporet
- 1946 : Så mødes vi hos Tove
- 1952 : To minutter for sent
- 1958 : Verdens rigeste pige
- 1958 : Styrmand Karlsen
- 1960 : Sømand i knibe
- 1965 : En ven i bolignøden
- 1966 : Min søsters børn
- 1967 : Min søsters børn på bryllupsrejse
- 1968 : Min søsters børn vælter byen
- 1971 : Min søsters børn når de er værst
- 1978 : Agent 69 Jensen i Skyttens tegn